# Övningsbil
Övningsbil är en personbil som används för körkortsundervisning. Övningsbilar måste ha dubbelkommando och extra backspeglar. Dessa bilar används även av Trafikverket vid förarprov.

## Dubbelkommando
Dubbelkommando är en anordning där även sätet bredvid förarsätet har en uppsättning av pedaler, så att trafikläraren/trafikinspektören har viss möjlighet att manövrera bilen. Dubbelkommandot kan kompletteras med extra backspeglar.
Dubbelkommando installeras i bilen av verkstad, och det finns flera varianter varav dessa två är vanligast:
1. vajerstyrt: En platta med 2 eller 3 pedaler som monteras på torpedväggen på passagerarsidan. Därifrån går sedan vajerhöljen i anpassad längd under mittkonsollen, till på förarsidan fastmonterade block i torpedväggen. Från dessa går sedan vajern upp till pedalen där den är fastmonterad med klämmor runt pedalerna.
2. länkage-styrt: En lång enhet som träs under mittkonsollen och monteras fast direkt i bilens vanliga pedaler, samt bultas fast på passagerarsidans torpedvägg. Istället för vajrar har det länkage-styrda dubbelkommandot långa runda rör som vrider sig och överför pedalkraften från lärar- till elevsida.

Efter att dubbelkommando installerats, måste bilen besiktas innan den får användas.